# Andrea Vela
Andrea Vela (Quito, 5 de junio de 1975) es una directora de orquesta, reconocida como la primera en Ecuador, y es la única mujer ecuatoriana que ha dirigido de forma permanente las orquestas profesionales del país. El trabajo de Andrea Vela se ha concentrado en impulsar y difundir el talento de jóvenes solistas, directores y compositores ecuatorianos, a través de importantes iniciativas artísticas como la de “Jóvenes Solistas Ecuatorianos”, “Música Sacra Ecuatoriana” y el “Seminario de Dirección Orquestal, Andrea Vela”; éste es un proyecto pedagógico pionero en el Ecuador. Ha impartido talleres de dirección en varias ciudades del Ecuador, Colombia y Estados Unidos. [cita requerida]
Es la directora musical de la “Orquesta Experimental” de la Universidad Central del Ecuador.

## Estudios
A los siete años inició sus estudios de violín en el Conservatorio Nacional de Música de Quito (1982-1990). En 1997 obtuvo la Licenciatura en Violín en la Universidad de Louisville. Más tarde, se hizo acreedora a la Beca “Estudiante Sobresaliente”, otorgada por la República Popular China y en el 2007 obtuvo la Maestría en Dirección de Orquesta del Conservatorio de Shanghái, con el Maestro Zhang Guoyong. Posteriormente, logró su “Artist Diploma” en Dirección de Orquesta y Ópera, en la Catholic University of America en Washington D. C. con los Maestros Simeone Tartaglione y Murry Sidlin. 
Además, Andrea Vela participó en importantes seminarios de dirección orquestal en Estados Unidos, Israel, Bulgaria y Hungría, en los que trabajó con reconocidos maestros como Karolos Trikolidis, Yoel Levi, Harold Farberman, Gissel Bendor, Kenneth Kiesler, Salvatore Di Vittorio, Toshiyuki Shimada, Dirk Brossé y John Farrer. [cita requerida]

## Carrera
Luego de ganar un concurso de méritos y oposición, se convirtió en la Directora Titular de la Banda Sinfónica Metropolitana de Quito. En 2007, ganó el concurso como Directora Asistente de la Orquesta Sinfónica Nacional del Ecuador. Posteriormente debió asumir la Dirección Titular, liderando la reestructuración técnico-musical de la Orquesta. Desde 2012 hasta 2019 ocupó la Dirección Titular de la Orquesta Sinfónica de Loja, conduciéndola a ser uno de los referentes sinfónicos más significativos del Ecuador. 
Ha dirigido orquestas sinfónicas en varias ciudades del mundo: Tel-Aviv, Haifa, Bulgaria, Kielce, Qingdao, Guanzhou, Minsk, Debrecen, Arcángel, Vigévano, Fondi, Louisville, Washington D. C., Northern Virginia, Ibagué, Bogotá, Rosario, Chile, La Habana, San Salvador, Arequipa, Piura, Lima, Loja, Guayaquil, Quito, Cuenca, Ciudad de México y Bad-Ausse. Ha presentado sus conciertos en importantes escenarios como el Kennedy Center Millenium Stage de Washington D. C. y el Palacio de Bellas Artes en México.
Andrea Vela ha sido docente desde el inicio de su carrera musical, en el Colegio Menor “San Francisco de Quito”, en la Orquesta Juvenil del Conservatorio “Franz Liszt”, en la “Orquesta Sinfónica del Conservatorio Nacional de Música” y en el Conservatorio “Salvador Bustamante Celi”. Desde 2019 hasta 2021, fue profesora asistente en la Catholic University of America. 
Actualmente, es profesora de dirección orquestal y coral y directora de Ensambles Ecuatorianos y Contemporáneos y de la Orquesta Experimental de la Universidad Central del Ecuador. 
Han caracterizado el trabajo de Andrea Vela, el estreno permanente de repertorio nacional y universal y la presentación de proyectos artísticos enfocados en la formación del público adulto e infantil. Es una directora comprometida con el crecimiento técnico e interpretativo de la orquesta.

## Reconocimientos
- En 1989 y 1990 recibió el “Artistic Talent Award” en el Colegio Americano de Quito.
- Fue designada “Mujer Símbolo” en la Logia Masónica Voltaire (2013).
- En el Encuentro de Mujeres en Escena del 2017, se le otorgó el reconocimiento de “Mujer Sobresaliente del Año”.
- En 2018, entre otras mujeres destacadas, fue nombrada “Mujer del Año”.[6][7]
- Recibió la “Presea Matilde Hidalgo” al Mérito Artístico en 2019.
- En diciembre del 2023, la Universidad Anglo Hispano Mexicana le confirió el Título de Doctor Hispano Honoris Causa y la nombró Embajadora del Claustro Magistral de Bellas Artes.[8]